# Gaedeina
Gaedeina is een geslacht van vlinders van de familie tandvlinders (Notodontidae), uit de onderfamilie Notodontinae.

## Soorten
- G. alternata (Romieux, 1943)
- G. lineata Kiriakoff, 1962
- G. romieuxi (Kiriakoff, 1960)